# Šakiai
Šakiai is een stad in het zuidwesten van Litouwen en ligt 65 kilometer ten westen van Kaunas, nabij de grens met het Russische oblast Kaliningrad.
De stad heeft sterk te lijden gehad tijdens de Tweede Wereldoorlog. Voor de oorlog leefden hier ongeveer 40.000 mensen; tegenwoordig heeft Šakiai ongeveer 6600 inwoners.